# Charlotte Fabre
Charlotte Fabre (Niza, 29 de julio de 1981) es una deportista francesa que compitió en natación sincronizada. Su hermana Julie compitió en el mismo deporte.
Ganó una medalla de bronce en el Campeonato Europeo de Natación de 2000, en la prueba de equipo.

## Palmarés internacional
| Campeonato Europeo | Campeonato Europeo   | Campeonato Europeo | Campeonato Europeo |
| Año                | Lugar                | Medalla            | Prueba             |
| ------------------ | -------------------- | ------------------ | ------------------ |
| 2000               | Helsinki (Finlandia) | Medalla de bronce  | Equipo             |